# Petro Denyssenko
Petro Denyssenko (ukrainisch Петро Денисенко, engl. Transkription Petro Denysenko; * 13. September 1920 in Pjatychatky; † 9. September 1998 in Kiew) war ein ukrainischer Stabhochspringer und Zehnkämpfer, der für die Sowjetunion startete.
Im Zehnkampf gewann er bei den Weltfestspielen der Jugend und Studenten 1949 Gold und 1951 Silber.
Im Stabhochsprung wurde er bei den Olympischen Spielen 1952 in Helsinki Vierter und siegte bei den Weltfestspielen der Jugend und Studenten 1953.
1946 wurde er Sowjetischer Meister im Zehnkampf und 1952 sowie 1954 im Stabhochsprung.

## Persönliche Bestleistungen
- Stabhochsprung: 4,46 m, 13. September 1954, Kiew
- Zehnkampf: 7287 Punkte, 21. August 1949, Budapest